# アブデ・レバシュ
アブデ・レバシュ（Abde Rebbach、1998年8月11日 - ）は、アルジェリア・ブリダ出身のサッカー選手。デポルティーボ・アラベス所属。ポジションはFW。

## クラブ経歴
アルジェリアのブリダに生まれ、12歳の時にスペインへ移住した。2017-18シーズンに4部に相当するテルセーラ・ディビシオンに所属していたアマチュアクラブの選手としてキャリアをスタートさせると、2020年8月18日、3部に所属していたデポルティーボ・アラベスのBチームへ加入した。2022-23シーズン開幕前の5月22日、クラブとの契約を2年間延長するとともに正式にトップチームへの昇格が決定した。